# Крістешть (Ботошань)
Крістешть, Крістешті (рум. Cristești) — село у повіті Ботошані в Румунії. Входить до складу комуни Крістешть.
Село розташоване на відстані 359 км на північ від Бухареста, 13 км на південний схід від Ботошань, 83 км на північний захід від Ясс.

## Населення
За даними перепису населення 2002 року у селі проживали 2289 осіб, усі — румуни. Усі жителі села рідною мовою назвали румунську.